# هایلند، شهرستان واندربرگ، ایندیانا
هایلند (به انگلیسی: Highland) یک منطقهٔ مسکونی در ایالات متحده آمریکا است که در ایندیانا واقع شده‌است. هایلند ۶٫۰ کیلومتر مربع مساحت و ۴٬۴۸۹ نفر جمعیت دارد و ۱۴۷ متر بالاتر از سطح دریا واقع شده‌است.